# 西尾市立佐久島しおさい学校
西尾市立佐久島しおさい学校（にしおしりつ さくしましおさいがっこう）は、愛知県西尾市一色町佐久島影無50番地にある公立の義務教育学校。旧幡豆郡一色町域の佐久島にあり、三河湾に面している。

## 沿革
- 2019年（平成31年・令和元年）
  - 4月1日 - 西尾市立佐久島小学校と西尾市立佐久島中学校を統合し、義務教育学校として西尾市立佐久島しおさい学校が開校。愛知県では初となる小中一貫型義務教育学校である[1]。
  - 4月5日 - 開校式と始業式及び第1回入学式挙行[1]。
  - 5月22日 - 創立記念島民ふれあい大運動会開催[2]。
- 2020年（令和2年）
  - 3月3日 - 第1回卒業証書授与式挙行。
  - 3月19日 - 第1回前期課程修了証書授与式（小学校卒業式相当）挙行。

## 通学区域
- 一色町佐久島（佐久島全島）

## アクセス
- 西尾市営渡船 佐久島東港から約1km。徒歩で約15分、車で約2分。
- 西尾市営渡船 佐久島西港から約1.2km・徒歩で約18分、車で約2分。
  - 学校ホームページ内に、西尾市営渡船時刻表のリンクが張られている。

## 周辺施設
- 愛知県警西尾警察署佐久島駐在所
- 西尾市立佐久島保育園 - 進学前保育園
- 佐久島古代製塩遺跡